# 민영모
민영모(閔令謨, 1115년 ∼ 1194년)는 고려의 문신이다. 본관은 여흥(驪興).
1138년(고려 인종 16) 문과에 급제하였다. 이후 이부원외랑이 되었으며, 1175년(고려 명종 5) 형부시랑(刑部侍郞)으로 고시관이 되어 승구원(承丘源) 및 방희진(方希進) 등을 합격시켰다. 벼슬은 동중서시랑평장사 판리부사(同中書侍郞平章事判吏部事)와 태자태사(太子太師)를 역임하였다. 시호는 문경(文景)이다.

## 가족
- 증조부 : 민칭도(閔稱道)
  - 조부 : 민세형(閔世衡)
    - 부 : 민의(閔懿) - 호부원외랑
      - 아들 : 민식(閔湜) - 형부상서
      - 아들 : 민공규(閔公珪) - 판병부사 태자소보
        - 손자 : 민강균(閔康鈞)
        - 손자 : 민적균(閔迪鈞)
        - 손자 : 민인균(閔仁鈞)
        - 손자 : 민양균(閔良鈞)
        - 손자 : 민광균(閔光鈞)